# The Romance of Helen Trent (Album)
The Romance of Helen Trent (englisch Die Romanze von Helen Trent) ist das einzige Studioalbum der Metalcore-Band The Killing Tree. Es wurde am 22. Juni 2002 durch das Label „One Day Savior records“ unter der Leitung des Produzenten Matt Allison in den Atlas Studios in Chicago, Illinois veröffentlicht. Da kein Vertrag zwischen der Aufnahmefirma und der Band geschlossen wurde, ist unbekannt, wer genau die Rechte für das Album The Romance of Helen Trent hat. Dies ist auch der Grund für die geringen Neuauflagen des Albums und deren Seltenheit.

## Helena Marie
Mehrere Songs beinhalten Audioaufnahmen einer Frau, welche über erlebte Ereignisse aus ihrem Leben berichtet. Die Aufnahmen stammen von einem Tonband, das in einem Müllsack gefunden wurden. Die zu hörende junge Frau ist nur als „Helena Marie“ bekannt. Tim McIlrath sagte zu den Aufnahmen: „None of us expected the messages in Helena Marie's audio diary to parallel the The Killing Tree message so closely. And when it did, we knew it was just meant to be. It still gives me chills sometimes.“

## Limitierte Edition
Eine limitierte Edition des Albums sollte im Fireside Bowl in Chicago, bei der Veröffentlichungs-Show am 22. Juni 2002 verkauft werden. Doch durch Probleme bei der Aufnahme und den Verlust von „Ressourcen“ konnten nur 100 Tonträger bei dem Auftritt bereitgestellt werden, sie bei der Show komplett verkauft wurden. Die 200 weiteren CDs trafen später ein als geplant und beinhalteten das gleiche Artwork wie die limitierte Edition des Albums, mit nur kleinen geringfügigen Änderungen beim Aussehen der CD. Diese Versionen des Albums wurden nur auf Live Shows verkauft. Die Standard-Edition des Albums wurde am 25. Juni 2002 veröffentlicht.

### Titelliste
| # | Titel                                | Länge |
| - | ------------------------------------ | ----- |
| 1 | Prelude to Pain                      | 5:59  |
| 2 | Them's Fightin' Words                | 4:46  |
| 3 | Switchblade Architect                | 4:38  |
| 4 | Replace My Heart                     | 6:58  |
| 5 | Soundtrack to a Failing Relationship | 4:51  |
| 6 | Violets Are Blue                     | 6:18  |
| 7 | The Perfect                          | 4:15  |
| 8 | Counting to Infinity                 | 5:06  |
| 9 | Cacophony                            | 6:58  |